# Jeziora (Mazovie)
Pour les articles homonymes, voir Jeziora.
Jeziora (prononciation : [jɛˈʑɔra]) est un village polonais de la gmina de Pniewy dans le powiat de Grójec de la voïvodie de Mazovie dans le centre-est de la Pologne.
Il se situe à environ 8 kilomètres à l'ouest de Grójec (siège du powiat) et à 40 kilomètres au sud-ouest de Varsovie (capitale de la Pologne).
Le village possède approximativement une population de 200 habitants en 2006.

## Histoire
De 1975 à 1998, le village appartenait administrativement à la voïvodie de Radom.